# Plesiochelys
Genre
Synonymes
- †Stegochelys Lydekker 1889

Espèce
Synonymes
- †Emys etalloni,
- †Plesiochelys hannoverana Maack 1869,
- †Plesiochelys langii Rütimeyer 1873,
- †Plesiochelys sanctaeverenae Rütimeyer 1873,
- †Plesiochelys sanctaverenae Rütimeyer 1873,
- †Plesiochelys solodurensis Rütimeyer, 1873,
- †Stylemys hannoverana Maack 1869,
- †Stylemys lindensis Maack 1869

Plesiochelys est un genre fossile de tortues de la famille des Plesiochelyidae, regroupant douze espèces. Elles ont vécu du Jurassique supérieur (Kimméridgien) au Crétacé inférieur dans des zones d'estuaire ou près des côtes, sur le continent Laurasie.

## Systématique
Plesiochelys est un genre de tortue européenne et asiatique du Jurassique tardif. L'espèce type est Plesiochelys etalloni.

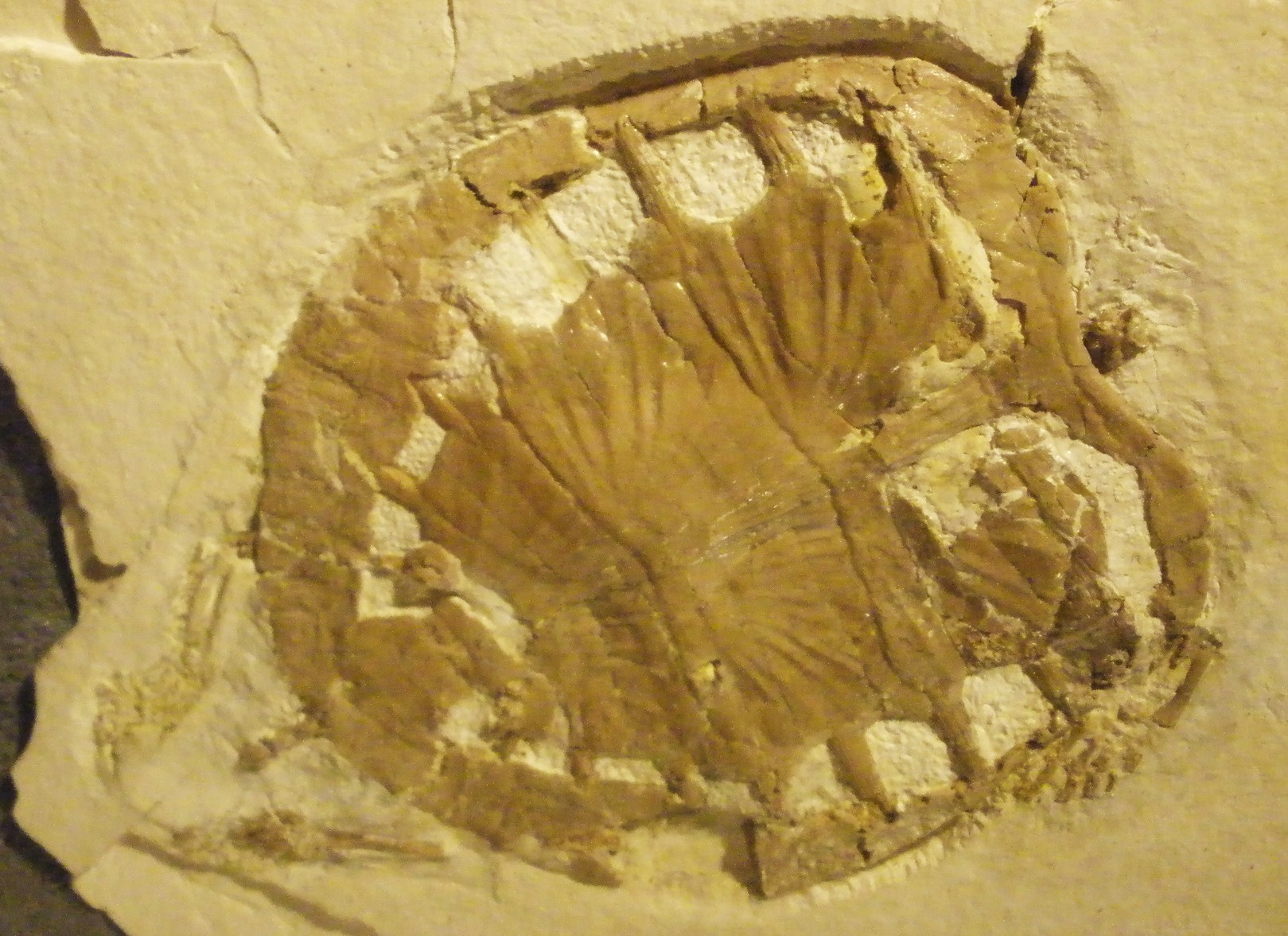
Fossile de Plesiochelys (Muséum Senckenberg).

Des archives fossiles ont découvert Plesiochelys bigleri et Plesiochelys etalloni de l'argile de Kimmeridge en Angleterre et à l'extérieur des montagnes du Jura suisse et français.
Une étude récente a placé Plesiochelys parmi les Angolachelonia et en dehors des Testudines.

## Liste des espèces
Selon la Paleobiology Database en 2022, ce genre a douze espèces fossiles : 
- Clemmys grayi, Nomen dubium
- Emys hugi, Nomen dubium
- Emys hugii, Nomen dubium
- Emys jurensis, Nomen dubium
- Emys trionychoides, Nomen dubium
- Plesiochelys bigleri, Püntener, Anquetin & Billon-Bruyat, 2017[4],
- Plesiochelys etalloni, Pictet and Humbert 1857
- Plesiochelys kwanganensis, Yeh 1963
- Plesiochelys minor, Nomen dubium
- Plesiochelys normandicus, Bergounioux 1937
- Plesiochelys oshanensis, Yeh 1973
- Plesiochelys planiceps, Owen 1842